# Bismarckkejsarduva
Bismarckkejsarduva (Ducula finschii) är en fågel i familjen duvor inom ordningen duvfåglar.

## Utseende och läte
Bismarckkejsarduvan är en medelstor (36 cm) duva med övervägande gråaktigt huvud, hos hanen med laxrosa ton i ansikte och på bröstet. Färgen på ovansidan varierar från brongrönt på manteln till smaragdgrönt på övergump och vingtäckare samt blåsvart på handpennor och stjärt. Bröstet har grå anstrykning och resten av undersidan är roströd. Stjärtteckningen är distinkt, med ett grått tvärband längst ut och ett bredare ljust gråaktigt (honan) eller vitaktigt (hanen) tvärband innanför. Ögonen och benen är röda, näbben är svartaktig.
Lätet beskrivs som ett utdraget djupt darrande "vrrrRRRRoooo" som först faller och sedan stiger i tonhöjd men avtar i ljudstyrka. Det inleds ofta med en eller två sträva och korta "wra".

## Utbredning och systematik
Fågeln förekommer i Bismarckarkipelagen. Den behandlas som monotypisk, det vill säga att den inte delas in i några underarter.

## Status
IUCN kategoriserar arten som nära hotad. En stor del av låglandsskogarna i dess utbredningsområde har avverkats till förmån för oljepalmplantage, vilket tros påverka arten negativt.

## Namn
Fågelns vetenskapliga artnamn hedrar tyska zoologen Otto Finsch. Tidigare kallades den finschkejsarduva även på svenska, men justerades 2023 till ett mer informativt namn av BirdLife Sveriges taxonomikommitté.

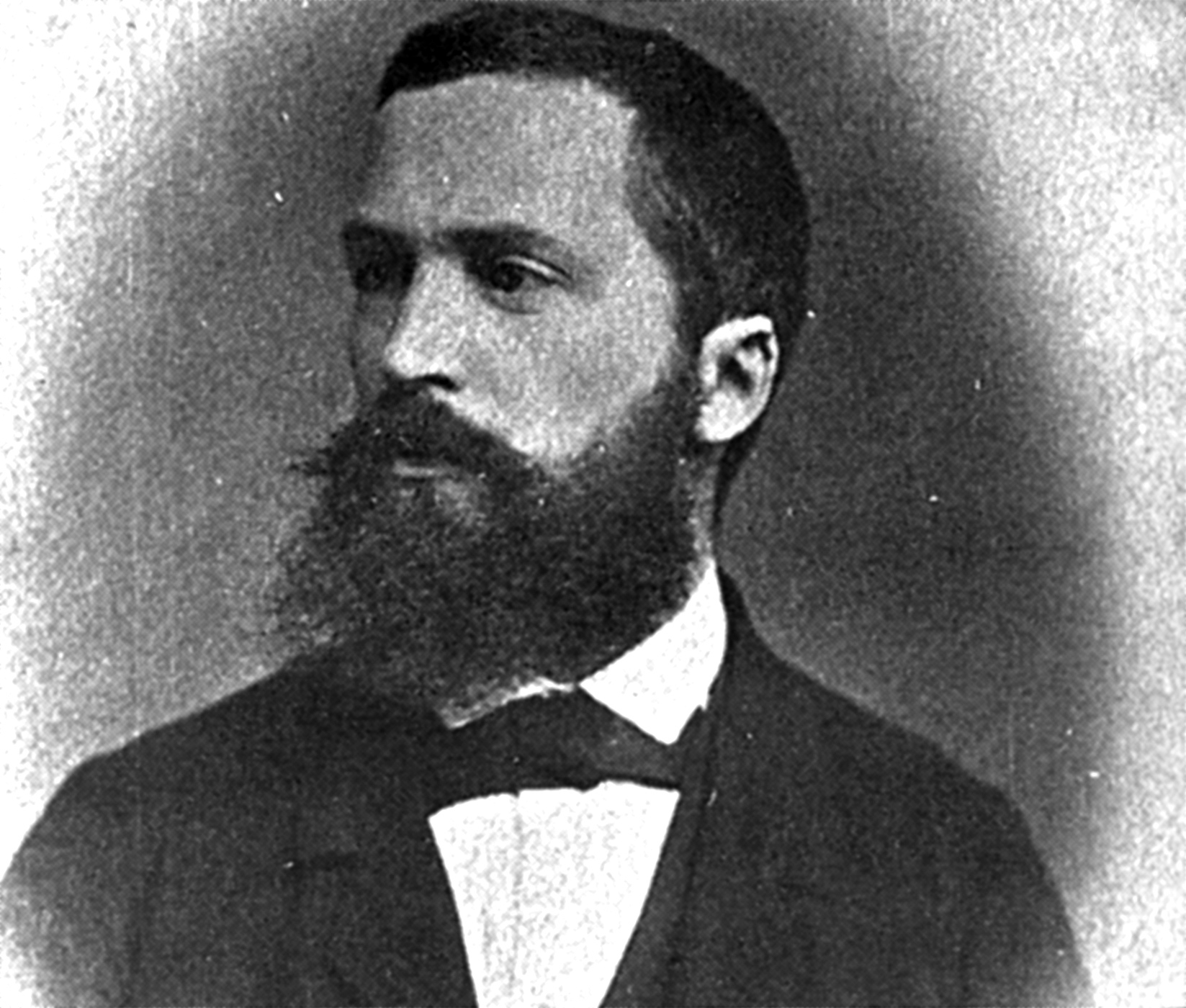
Fågelns svenska och vetenskapliga namn hedrar tyske zoologen Otto Finsch.